# مردان (فیلم ۲۰۲۲)
مردان (به انگلیسی: Men) یک فیلم ترسناک عامیانه به نویسندگی و کارگردانی الکس گارلند است. جسی باکلی و روری کینیار از بازیگران آن هستند. این فیلم در ایالات متحده در ۲۰ مهٔ ۲۰۲۲ توسط ای ۲۴ و در بریتانیا در تاریخ ۱ ژوئن ۲۰۲۲ توسط انترتینمنت فیلم دستربیوترز اکران شد. مردان عموماً نقدهای مثبتی از منتقدان دریافت کرد و از بازیگری بازیگران اصلی تمجید شد، اگرچه داستان و مضامین نقدهایی را به همراه داشت.

## خلاصه
زنی با نام هارپر مارلو پس از یک تراژدی شخصی به این امید که مکانی برای شفا پیدا کند به تنهایی به حومهٔ زیبای انگلیس انزوا می‌کند. با این حال، به نظر می‌رسد که کسی یا چیزی از جنگل‌های اطراف او را تعقیب می‌کند. چیزی که به عنوان ترس شروع می‌شود به زودی به یک کابوس کاملاً شکل‌گرفته تبدیل می‌شود که در تاریک‌ترین خاطرات و ترس‌های او زندگی می‌کند.

## بازیگران

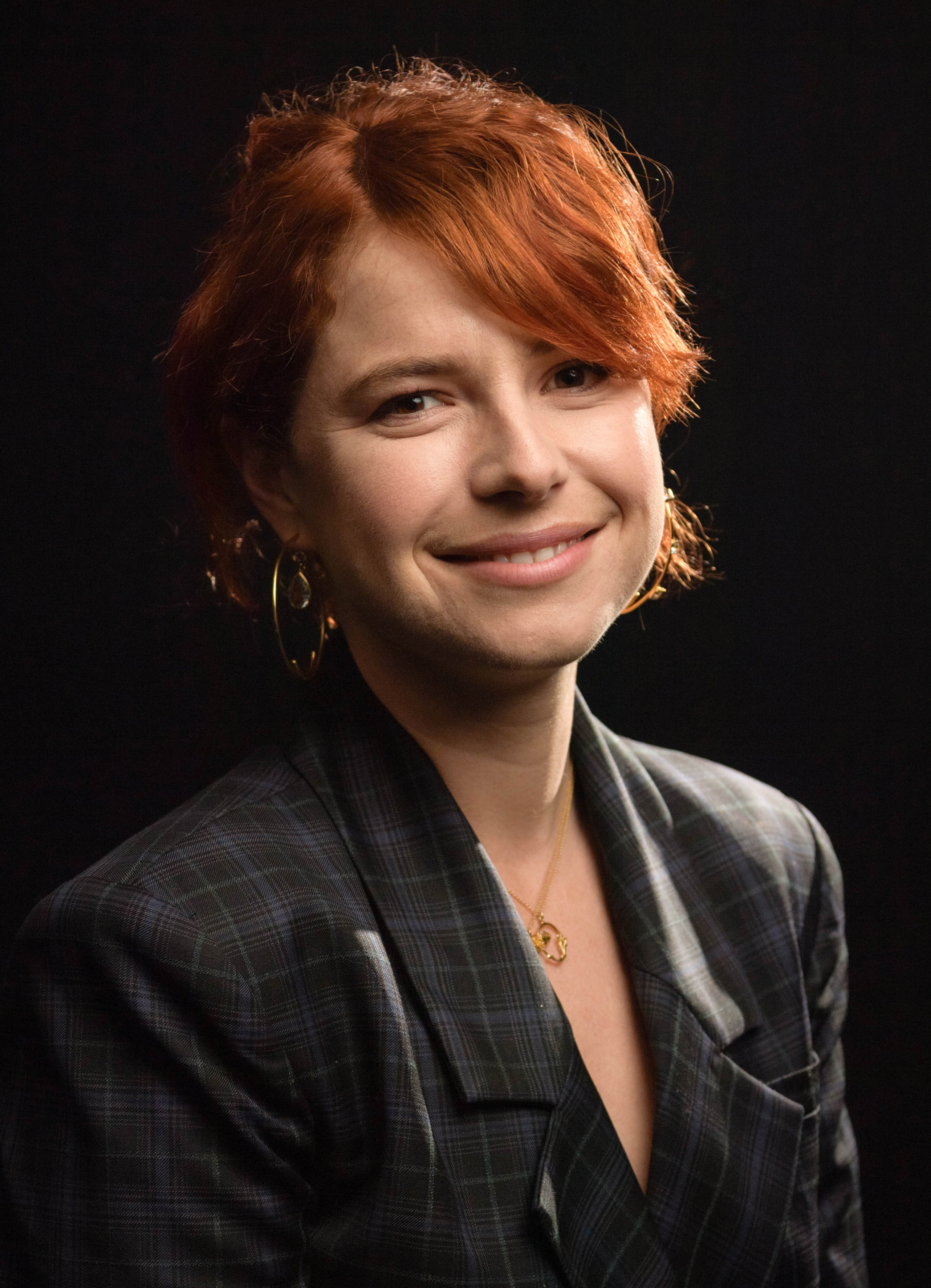
جسی باکلی

- جسی باکلی جسی باکلی در نقش هارپر مارلو، زنی که پس از یک حادثهٔ غم‌انگیز تلاش می‌کند به تعطیلات برود.
- روری کینیار در نقش جفری، صاحب خانهٔ تعطیلاتی که هارپر اجاره می‌کند. کینیار همچنین مردان متعددی را در دهکده‌ای که هارپر از آنها بازدید می‌کند به تصویر می‌کشد.
- پاپا اسیدو در نقش جیمز مارلو، شوهر متوفی هارپر
- گیل رنکین در نقش رایلی، دوست هارپر که عمدتاً از طریق تلفن با او صحبت می‌کند

## تولید
در ۶ ژانویه ۲۰۲۱ اعلام شد که الکس گارلند فیلمی را برای ای ۲۴ نویسندگی و کارگردانی خواهد کرد و جسی باکلی و روری کینیار در حال مذاکره برای ایفای نقش هستند. در مورد بازیگران بیشتر، ساندی تایمز گزارش داد که پاپا اسیدو حال تمرین با باکلی و کینیر است.
تصویربرداری اصلی در ۱۹ مارس ۲۰۲۱ آغاز شد و انتظار می‌رفت در ۱۹ مه ۲۰۲۱ در بریتانیا به پایان برسد.

## انتشار
مردان در ۲۰ می ۲۰۲۲ توسط ای ۲۴ در ایالات متحده منتشر شد. این فیلم در ۲۲ مه ۲۰۲۲ در هفتاد و پنجمین دورهٔ جشنواره فیلم کن نمایش داده شد و در تاریخ ۱ ژوئن ۲۰۲۲ توسط انترتینمنت فیلم دستربیوترز در بریتانیا اکران شد.

## بازخورد
در وبگاه جمع‌آوری نقد راتن تومیتوز، ٪۶۸ از ۲۲۸ بررسی منتقدان مثبت است و میانگینِ امتیاز آن ۶٫۶/۱۰ است. اجماع این وبگاه چنین می‌نویسد: «با اینکه گسترهٔ داستانی و موضوعی مردان گاهی فراتر از درک می‌رود، اجراهای جذاب بازیگران به این فیلم کمک می‌کند تا تحریکات وحشتناک خود را پایه‌گذاری کند.» متاکریتیک، که از میانگین وزنی استفاده می‌کند، بر اساس ۵۵ نقد به فیلم امتیازی ۶۵ از ۱۰۰ اختصاص داده که نشان‌دهندهٔ «نقدهای به‌طور کلی مطلوب» است.